# Kaurimyia thorpei
Kaurimyia thorpei är en tvåvingeart som beskrevs av Shaun L. Winterton och Irwin 2008. Kaurimyia thorpei ingår i släktet Kaurimyia och familjen Apsilocephalidae. Inga underarter finns listade i Catalogue of Life.